# چیلد بیم
پره‌های خنک‌کننده یا chilled beam روشی بر پایه پدیده جابجایی حرارتی می‌باشد  که بمنظور تأمین هوای سرد یا گرم در سیستم‌های HVAC بکار می‌رود. روش کار عبور آب از داخل لوله‌های مربوطه و خنک شدن (یا گرم شدن) هوای اطراف سیستم می‌باشد. سپس این هوای سرد (یا گرم) شده دارای چگالی متفاوت از هوای اطراف خود خواهد شد و بر اثر پدیده جابجایی منتقل خواهد شد. این جابجایی باعث تغییر دمای اتاق می‌گردد.

تفاوت chilled beam با chilled ceiling در این است که در سیستم دوم لوله‌های آب داخل سقف می‌باشند و انتقال حرارت به وسیلهٔ تماس با صفحه سرد که همان سقف می‌باشد انجام می‌گردد. عمل جابجایی در chilled beam دارای بازدهی بالاتری (در حدود ۸۵٪) نسبت به chilled ceiling می‌باشد.